# 托比·阿诺德
托比·阿诺德（英語：Toby Arnold，1987年9月11日—），新西兰男子橄榄球运动员。他曾代表新西兰七人制国家队参加2010年英联邦运动会七人制橄榄球比赛，获得一枚金牌。